# Dr. Heckyll and Mr. Jive
"Dr. Heckyll and Mr. Jive" é uma canção do grupo musical australiano Men at Work. A música foi composta pelo vocalista / guitarrista Colin Hay, e a gravação foi produzida por Peter McIan. Foi lançada em outubro de 1982, na Austrália, como o primeiro single de seu segundo álbum  Cargo, que foi gravado durante 1982, mas permaneceu inédito até final de abril de 1983. Na Austrália, o single alcançou a posição # 6 e a # 16 na Nova Zelândia.Depois de "Overkill" e "It's a Mistake", o segundo e terceiro singles lançados a partir de Cargo, "Dr. Heckyll and Mr. Jive" foi o último grande top 40 hit da banda nos  EUA, entrando nas paradas na posição # 67 em 17 de setembro 1983, quase um ano depois de seu lançamento australiano inicial, e chegando a # 28 na Billboard Hot 100 em novembro. A canção é sobre um cientista louco chamado Dr. Heckyll (interpretado por Greg Ham no videoclipe da música) que cria uma poção que o transforma em um homem bom, bonito e falador. O título é uma paródia de O Estranho Caso do Dr. Jekyll e Sr. Hyde. A história também é muito semelhante à premissa do filme O Professor Aloprado. A música também foi tocada ao vivo no Saturday Night Live em 22 de outubro, 1983.

## Posição nas paradas
| Paradas (1982-1983)                          | Posição |
| -------------------------------------------- | ------- |
| Australia (Kent Music Report)                | 6       |
| Canada (RPM Magazine)                        | 26      |
| Ireland (IRMA)                               | 25      |
| New Zealand (RIANZ)                          | 16      |
| United Kingdom (The Official Charts Company) | 31      |
| U.S. Billboard Hot 100                       | 28      |
| U.S. Billboard Hot Mainstream Rock Tracks    | 12      |